# Susanne von Borstel
Susanne von Borstel (* 8. Juni 1981 in Schlaifhausen, als Susanne Zettl) ist eine ehemalige deutsche Triathletin und Langstreckenläuferin, die heute als Skibergsteigerin aktiv ist.

## Werdegang

### Triathlon seit 1999
Zettl betreibt seit 1999 Triathlon und sie startete für das Team Erdinger Alkoholfrei.
2005 konnte sie den Mallorca-Marathon gewinnen und sie wurde bei ihrer Langdistanz-Premiere Sechste der Challenge Roth. Sie siegte beim Gore-Tex Trans-Alpine-Run, einem einwöchigen Etappenlauf quer durch die Alpen (gemeinsam mit Matthias Dippacher in der Kategorie „Mixed“).
2006 wurde Susi Zettl Zweite bei der Erstaustragung des Antalya-Marathon und Zehnte beim Challenge Roth in 9:49:13 Stunden, womit sie in der Deutschen Meisterschaft Dritte wurde.
Beim München-Marathon belegte sie den 18. Platz in 2:58:53 Stunden.
Ihr bislang größter Erfolg ist der 37. Platz (2. Platz in der Altersklasse 25–29) in 10:15 Stunden beim Ironman Hawaii 2007, für den sie sich mit einem siebten Platz beim Ironman 70.3 in Wiesbaden qualifiziert hatte.
Sie gehörte seit 2006 dem B-Kader Langdistanz der Deutschen Triathlon Union (DTU) an und sie startete für den SSV-Forchheim, mit dem sie 2007 Meister der Regionalliga wurde.

### Skibergsteigen seit 2007
Heute lebt Susi von Borstel, wie sie seit ihrer Hochzeit heißt, im Allgäu und ist als Skibergsteigerin aktiv.
Am 4. Februar 2018 wurde sie Deutsche Meisterin im Skibergsteigen und konnte damit ihren Titel aus dem Vorjahr erfolgreich verteidigen. Im Februar war sie bei der Europameisterschaft im Skibergsteigen auf Sizilien, musste einen geplanten Start für das deutsche Team krankheitsbedingt aber absagen.

## Sportliche Erfolge
| Datum/Jahr    | Rang | Wettbewerb                                       | Austragungsort       | Zeit     | Bemerkung |
| ------------- | ---- | ------------------------------------------------ | -------------------- | -------- | --- |
| 25. Juli 2009 | 4    | Allgäu Triathlon                                 | Immenstadt im Allgäu | 05:11:57 | Vierte bei der Deutschen Meisterschaft auf der Mitteldistanz in der Klasse W25 (2 km Schwimmen, 96 km Radfahren und 20 km Laufen)                |
| 21. Juni 2009 | 5    | Erdinger Stadttriathlon                          | Erding               | 02:28:11 | hinter der Siegerin Meike Krebs |
| Juni 2009     | 1    | Unterallgäu Triathlon                            | Ottobeuren           | 02:16:29 | Siegerin auf der olympischen Distanz – neben Christian Brader bei den Männern                                                                    |
| 13. Okt. 2007 | 37   | Ironman Hawaii                                   | Hawaii               | 10:15:56 | 2. Rang in der Altersklasse 25–29 (Gesamtwertung 437. Rang)                                                                                      |
| 2007          | 1    | Nonstop-Triathlon                                | Bamberg              | 02:08:58 | Siegerin auf der Kurzdistanz |
| 19. Aug. 2007 | 7    | Ironman 70.3 Germany                             | Wiesbaden            | 05:00:58 | Mit dem 7. Rang erreichte Zettl im August 2007 bei der Erstaustragung in Wiesbaden die Qualifikation für die WM auf Hawaii.                      |
| 2007          | 1    | Auerberg Triathlon                               | Schongau             | 02:14:15 | Siegerin auf der olympischen Distanz |
| 2. Juli 2006  | 3    | DTU Deutsche Meisterschaft Triathlon Langdistanz | Roth                 | 09:49:13 | zehnter Rang beim Challenge Roth – und damit Dritte bei der Deutschen Meisterschaft auf der Langdistanz – hinter Wenke Kujala und Dagmar Matthes |
| Juni 2006     | 3    | Erdinger Stadttriathlon                          | Erding               |          | Dritte bei der Bayerischen Meisterschaft, hinter Katrin Esefeld                                                                                  |
| 3. Juli 2005  | 6    | Challenge Roth                                   | Roth                 | 10:02:31 | Langdistanz-Premiere |

| Datum/Jahr   | Rang | Wettbewerb                          | Austragungsort    | Zeit | Bemerkung |
| ------------ | ---- | ----------------------------------- | ----------------- | ---- | --- |
| 10. Mai 2009 | 3    | Bayerische Duathlon-Meisterschaften | Planegg-Krailling |      | Dritte bei der Bayerischen Meisterschaft, hinter Katrin Esefeld (10 km Laufen, 40 km Radfahren und 5 km Laufen) |

| Datum/Jahr    | Rang | Wettbewerb        | Austragungsort | Zeit     | Bemerkung    |
| ------------- | ---- | ----------------- | -------------- | -------- | ------------ |
| 8. Okt. 2006  | 18   | München-Marathon  | München        | 02:58:53 |              |
| 24. März 2006 | 2    | Antalya-Marathon  | Antalya        |          |              |
| 23. Okt. 2005 | 1    | Mallorca-Marathon | Palma          | 03:02:05 |              |
| 2004          |      | Kempten-Marathon  | Kempten        | 01:33:49 | Halbmarathon |

| Datum/Jahr    | Rang | Wettbewerb                               | Austragungsort | Zeit | Bemerkung                                                                                             |
| ------------- | ---- | ---------------------------------------- | -------------- | ---- | --- |
| 18. Feb. 2019 | 1    | Deutsche Meisterschaft im Skibergsteigen | Jennerstier    |      | [ 9 ]                                                                                                 |
| 5. Feb. 2018  | 1    | Deutsche Meisterschaft im Skibergsteigen | Bischofshofen  |      | Deutsche Meisterin Skibergsteigen bei der 14. Hochkönig Erztrophy, neben Anton Palzer bei den Männern |
| 2017          | 1    | Skimo Alpencup                           | Deutschland    |      | Hochkönigtrophy, Jennerstier und Marmottatrophy                                                       |
| 20. Feb. 2017 | 1    | Deutsche Meisterschaft im Skibergsteigen | Jennerstier    |      | [ 10 ]                                                                                                |